# Bothriomyrmex flavus
Bothriomyrmex flavus är en myrart som beskrevs av W. C. Crawley 1922. Bothriomyrmex flavus ingår i släktet Bothriomyrmex och familjen myror. Inga underarter finns listade.